# Otto von Below
Otto von Below (18. ledna 1857 Gdaňsk – 15. března 1944 Friedland) byl pruský generál v německé císařské armádě. V první světové válce proslul jako velitel německých sil ve vítězné bitvě u Caporetta.

## Během první světové války
Bojů první světové války se generál von Below zúčastnil nejprve na východní frontě v bitvách u Gumbinnenu, Tannenbergu i obou střetnutích u Mazurských jezer. Působil i na Soluňské frontě, avšak nejvíce proslul díky drtivému vítězství na italské frontě, kde se německým a rakousko-uherským jednotkám podařil na podzim 1917 průlom v bitvě u Caporetta. Na jaře 1918 se zúčastnil německého útoku během ofenzivy Michael v severní Francii.